# Região Geográfica Intermediária de Araraquara
A Região Geográfica Intermediária de Araraquara é uma das onze regiões intermediárias do estado brasileiro de São Paulo e uma das 134 regiões intermediárias do Brasil, criadas pelo Instituto Brasileiro de Geografia e Estatística (IBGE) em 2017. É composta por 26 municípios, distribuídos em duas regiões geográficas imediatas.
Sua população total estimada pelo Instituto Brasileiro de Geografia e Estatística (IBGE) para 1.º de julho de 2018 é de 1 133 061 habitantes, distribuídos em uma área total de 12 080,606 km².
São Carlos é o município mais populoso da região intermediária, com 249 415 habitantes, de acordo com estimativas de 2018 do Instituto Brasileiro de Geografia e Estatística (IBGE).

## Regiões geográficas imediatas
| Região geográfica imediata | Municípios | População Estimativa 2018 | Área (km²) |
| -------------------------- | --- | ------------------------- | ---------- |
| Araraquara                 | Américo Brasiliense Araraquara Boa Esperança do Sul Borborema Cândido Rodrigues Dobrada Gavião Peixoto Ibitinga Itápolis Matão Motuca Nova Europa Rincão Santa Lúcia Tabatinga Taquaritinga Trabiju | 616 242                   | 6 930,820  |
| São Carlos                 | Descalvado Dourado Ibaté Itirapina Pirassununga Porto Ferreira Ribeirão Bonito Santa Rita do Passa Quatro São Carlos                                                                                | 516 819                   | 5 149,786  |
| Total                      | 26 | 1 133 061                 | 12 080,606 |